# كريسبين فريمان
كريسبين فريمان (Crispin Freeman) (اسمه الكامل كريسبين مكدوغال فريمان (Crispin McDougal Freeman)) هو مؤدي أصوات أمريكي ولد في 9 فبراير 1972 في شيكاغو.

## أدواره في الأنمي

### مسلسلات أنمي تلفزيونية
- هلسينغ - ألوكارد
- إيوريكا سفن - هولاند
- ناروتو - إيتاشي أوتشيها (الصوت الثاني), إيبيسو, شيبي أبورامي
- ناروتو شيبودن - إيتاشي أوتشيها, إيبيسو
- وولفز راين - تسومي
- X - فوما مونو
- كود غياس: لولوش المتمرد - جيريميا غوتفالت
- كود غياس: لولوش المتمرد R2 - جيريميا غوتفالت
- ذا بيغ أو - ألان غابرييل
- بلد+ - هاجي
- كآبة هاروهي سوزوميا - كيون
- لاكي ستار - فتيان عشوائيين, رجال عشوائيين
- لاست إكسايل - أليكس رو
- كوروكامي - ريشين
- تنبو إيبون أياكاشي أياشي - إدو غنباتسو
- سكرابد برنسس - شانون كاسول, بيكنهام
- سلايرز - زلغاديس غرايوردز (الصوت الثاني)
- سلايرز نكست - زلغاديس غرايوردز
- سلايرز تراي - زلغاديس غرايوردز
- سلايرز ريفولوشن - زلغاديس غرايوردز
- سلايرز إيفولوشن-آر - زلغاديس غرايوردز
- سكرايد - ستريت كوغار
- الفرقة المتنقلة المدرعة: ستاند ألون كومبليكس - توغوسا
- الفرقة المتنقلة المدرعة: ستاند ألون كومبليكس سكند غيغ - توغوسا
- دوت هاك ساين - بالمونغ, هارولد هيويك
- دوت هاك ليجند أوف ذا توايلايت - بالمونغ
- تشوبيتس - هيديكي موتوسوا
- أبطال الديجيتال الجزء الرابع - سامر
- دورارارا!! - شيزوؤو هيواجيما
- وولفرين - تيشين أسانو
- فيت/زيرو - كيريه كوتوميني
- الآن وبعدئذ، هنا وهناك - تابول
- فرسان التنكاي - فيليوس, سلايغر

### أوفا أنمي
- R.O.D -READ OR DIE- - جوكر

### أفلام أنمي
- فاينل فانتسي 7 أدفنت تشيلدرن - رود
- اختفاء هاروهي سوزوميا - كيون

## أدواره في الرسوم المتحركة
- سبيكتاكيولار سبايدرمان - إليكترو
- وولفرين والإكس-من - مافريك, الرجل المتعدد
- شباب العدالة - سبيدي/ريد آرو

## أدواره في ألعاب الفيديو
- سلسلة ألعاب زينوساغا - ألبيدو, غاينان كوكاي
- تيلز أوف سيمفونيا - ريغال براينت
- ترانسفورمرز: وور فور سايبرترون - بريكداون, غريملوك
- كينجدوم هارتس 2 - سيتزر, ويل ترنر
- سلسلة ألعاب تيكن
  - تيكن 5 - بروس إرفن
  - تيكن 6 - بروس إرفن
- غود إيتر برست - يوهانيس فون شيكسال
- ناروتو شيبودن: كيزونا درايف - إيتاشي أوتشيها, إيبيسو
- ناروتو شيبودن: ألتيميت نينجا ستورم ريفولوشن - إيتاشي أوتشيها
- سلسلة ألعاب دوت هاك - بالمونغ
- سلسلة ألعاب دوت هاك جي يو - ساكاكي
- أوفرواتش - وينستون

## وصلات خارجية
- كريسبين فريمان على موقع IMDb (الإنجليزية)
- كريسبين فريمان على موقع قاعدة بيانات برودواي على الإنترنت (الإنجليزية)
- كريسبين فريمان على موقع قاعدة بيانات الفيلم (الإنجليزية)
- كريسبين فريمان على موقع ANN person (الإنجليزية)